# Katabi
Katabi är en stad i centrala Uganda och är belägen strax nordost om Entebbe, vid Victoriasjöns norra kust. Den tillhör Wakisodistriktet och har cirka 150 000 invånare.